# Jesuitenkolleg Carpentras

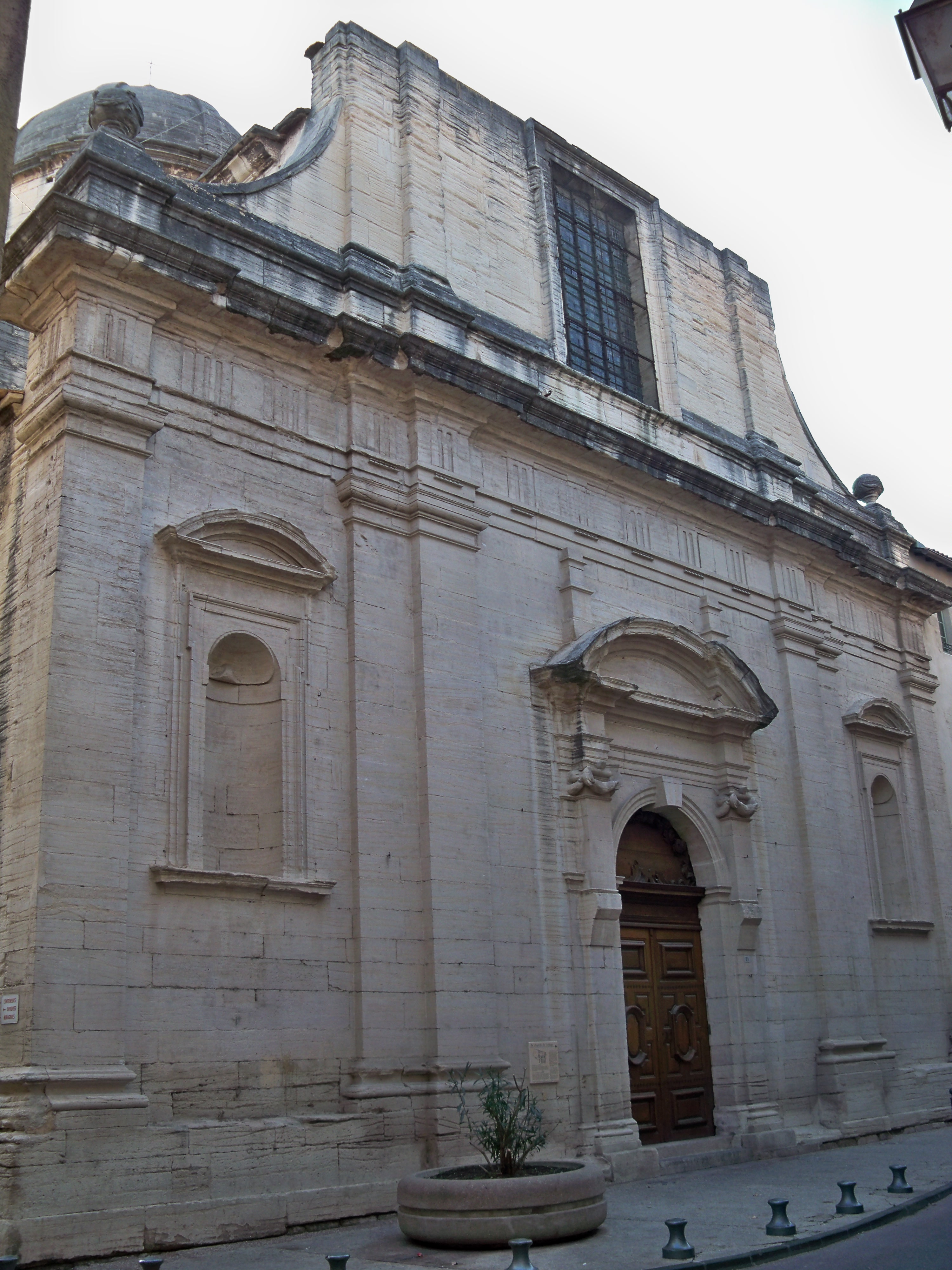
Fassade der Kapelle

Das Jesuitenkolleg in der französischen Stadt Carpentras ist eine ehemalige von Jesuiten geleitete Bildungseinrichtung, die heute als Vereinshaus und Kulturraum genutzt wird. Die der hl. Anna und dem hl. Joachim geweihte Kapelle im Inneren des Gebäudes ist seit 1926 in der französischen Denkmalliste als Monument historique eingetragen.

## Geschichte
Besorgt um die Strenge und Qualität des Schulwesens erhielt die Stadt 1607 von Papst Paul V. die Genehmigung zur Gründung eines Jesuitenkollegs, trotz der Nähe des 1553 gegründeten Kollegs in Avignon. Der Stadtteil trug fortan den Namen île Saint-Ignace, benannt nach dem Mitbegründer des Jesuitenordens Ignatius von Loyola.
Die Grundsteinlegung der Kapelle erfolgte 1628. Die Bauarbeiten zogen sich wegen Geldmangel lange hin, mit dem Bau der Kuppel wurde erst 1687 begonnen.
Mitte des 17. Jahrhunderts besuchten etwa 300 Studenten, meist bürgerlicher Herkunft, das Kolleg. Trotz der Vertreibung der Jesuiten aus Frankreich 1768 blieben die Gebäude bis 1988 dem Schulbetrieb vorbehalten.

## Beschreibung
Das Kolleg besteht aus sieben Gebäuden, die um zwei Innenhöfe im Norden und Süden angeordnet sind. Die Kapelle befindet sich im Osten des Komplexes. Das großzügige, reich ausgestattete Innere wird durch Fenster in der Kuppel erhellt. Die Galerie im Erdgeschoss verfügt über ein Pendentifgewölbe, das von Gurtbögen gestützt wird. Die unvollendete barocke Fassade hat zwei Ebenen, deren unterschiedliche Breite durch Voluten ausgeglichen wird.